# Daniel Armora
Daniel Armora Amat (Barcellona, 3 giugno 1961) è un ex giocatore di calcio a 5 spagnolo.

## Carriera
Utilizzato nel ruolo di giocatore di movimento, ha come massimo riconoscimento in carriera la partecipazione - come capitano della Nazionale di calcio a 5 della Spagna - al FIFA Futsal World Championship 1989 dove le furie rosse sono state eliminate al primo turno nel girone comprendente Brasile, Ungheria ed Arabia Saudita.